# Street Sounds Hip Hop Electro 14
Street Sounds Hip Hop Electro 14 er det 14. opsamlingsalbum i en serie og blev udgivet i 1986 af StreetSounds. Albummet udkom som LP-plade og kassettebånd og består af otte electro og old school hip hop numre mixet af Herbie Laidley.

## Sporliste
| 1. | "Monster Beat"                                       |                                           | -:-- |
| 2. | "Leave It To The Drums (Here Come The Drums) (Club)" | Tricky Tee                                | -:-- |
| 3. | "Breaking Bells (Club)"                              | T La Rock                                 | -:-- |
| 4. | "The Manipulator (Extended Version)"                 | Mixmaster Gee and The Turntable Orchestra | -:-- |

| 1. | "Me And My Posse" | Divine Sounds                               | -:-- |
| 2. | "She's A Skeezer" | Fresh Force                                 | -:-- |
| 3. | "Down Beats"      | M.C. Chill guest appearance by BeatMaster T | -:-- |
| 4. | "Rip The Cut"     | Skinny Boys                                 | -:-- |